# Yves Klein
Yves Klein (korrekte Aussprache: [iv klɛ̃], * 28. April 1928 in Nizza; † 6. Juni 1962 in Paris) war ein französischer Maler, Bildhauer und Performancekünstler. Er war Mitbegründer und führender Vertreter der Nouveau Réalisme genannten Kunstströmung in Frankreich.

## Werdegang
Yves Klein wuchs als Sohn des Künstlerehepaares Marie Raymond und Fred Klein teilweise in Paris und in Nizza auf, wo er von 1944 bis 1946 die École Nationale des Langues Orientales besuchte. 1946, mit 18 Jahren, schuf er sein „erstes unendliches und immaterielles Gemälde am Strand von Nizza liegend, indem er den blauen mediterranen Himmel signierte und zu seinem ersten und größten ‚Monochrom‘ erklärte.“ Mit der symbolischen Geste nahm Klein Ansätze einer Konzeptkunst der sechziger und siebziger Jahre vorweg.
Im selben Jahr begann Klein, Judo in den Mittelpunkt seines Interesses zu rücken, und lernte dabei 1947 in Nizza Claude Pascal und Armand Fernandez (Arman) kennen, die ihn bis hin zur Manifestation der Gruppe der Nouveau Réalistes (Neuer Realismus) begleiteten. Es begründeten sich hier erste eigenständige künstlerische und philosophische Gehversuche. In diesem Zeitraum entstanden auch die ersten Versionen zur Symphonie Monoton Silence. Klein studierte intensiv Max Heindels Buch La Cosmologie des Rose-croix sowie dessen mystisch-christliche Lehren und war von 1948 bis 1952 selbst Mitglied der Rosenkreuzer-Gemeinschaft. Zudem las er L’Air et les songes. Essai sur l’imagination du mouvement des französischen Philosophen Gaston Bachelard, in dessen Lektüre dem Blau des Himmels ein Kapitel gewidmet ist.
1949, nachdem er ein Jahr zuvor, beeindruckt vom Blau der Fresken in der Basilika von Assisi, von einer Reise nach Italien zurückgekehrt war, begann er seine ersten monochromen Bilder zu malen, die er bei sich zu Hause ausstellte. 1952 lernte er Japanisch an der École Nationale des Langues Orientales in Paris und reiste bis 1953 nach Japan, wo er den vierten Dan im Judo erreichen konnte.

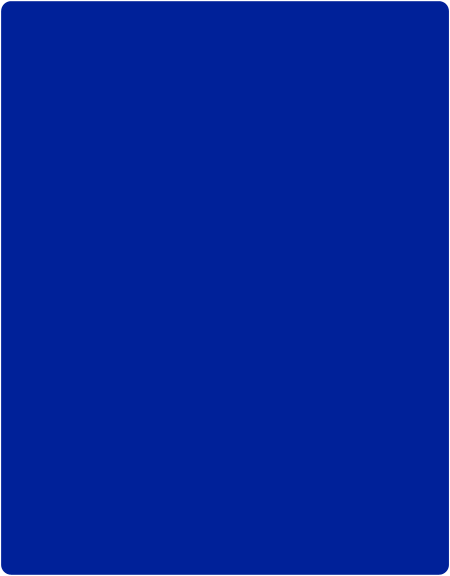
IKB 191 – International Klein Blue

1955 zog er nach Paris und begründete die Monochromien, monochrome Bilder, in denen er zunehmend ein monochromes Ultramarinblau einsetzte, das er sich schließlich 1960 unter der Bezeichnung International Klein Blue (I.K.B.) patentieren ließ. Der farbpsychologische Effekt dieses (leicht rotstichigen) Blautons besteht vor allem in seiner Sogwirkung auf den Betrachter, der sich förmlich „in das Bild hineingezogen“ fühlt. Erste Versuche im Jahr 1949, als Klein in London bei einem Vergolder arbeitete und unmittelbar mit dem Farbpulver in Berührung kam, schlugen fehl, da einerseits die Leuchtkraft des Pigments verloren ging, sobald es mit dem Bindemittel versetzt wurde, und andererseits ohne Bindemittel keine Haftung erfolgen wollte. 1955 fand er mit der Hilfe von Edouard Adam, dem Besitzer eines Geschäfts für Künstlerbedarf, eine Lösung dieses Problems: Rhodopas, normalerweise als Fixativ benutzt, ließ das Pigment haften und erhielt gleichzeitig seine Leuchtkraft.
Im Oktober 1955 lernte Klein den Kunstkritiker Pierre Restany während der ersten öffentlichen Ausstellung seiner Monochrome in der Editions Lacoste in Paris kennen. Restany entwickelte zu dieser idealistischen Künstlerpersönlichkeit eine spontane Zuneigung und fand zu dessen Ideen einen emotionalen Zugang. Klein, obgleich utopischer Träumer, hatte eine klare künstlerische Haltung, war aber als „ein Seiltänzer zwischen Genie und Scharlatan“ bei der Verbreitung seiner Konzeption auf Kunstkritiker angewiesen. Der Künstler fand in Restany einen kongenialen Interpreten, der seinen künstlerischen Ansatz intuitiv verstand, eine Fähigkeit, die Klein als „direkte Kommunikation“ bezeichnete. Restany wurde nicht nur engster Vertrauter des Künstlers, er wurde dessen vehementester Fürsprecher und formulierte fortan die literarischen und theoretischen Grundlagen zu Kleins künstlerischen Positionen.

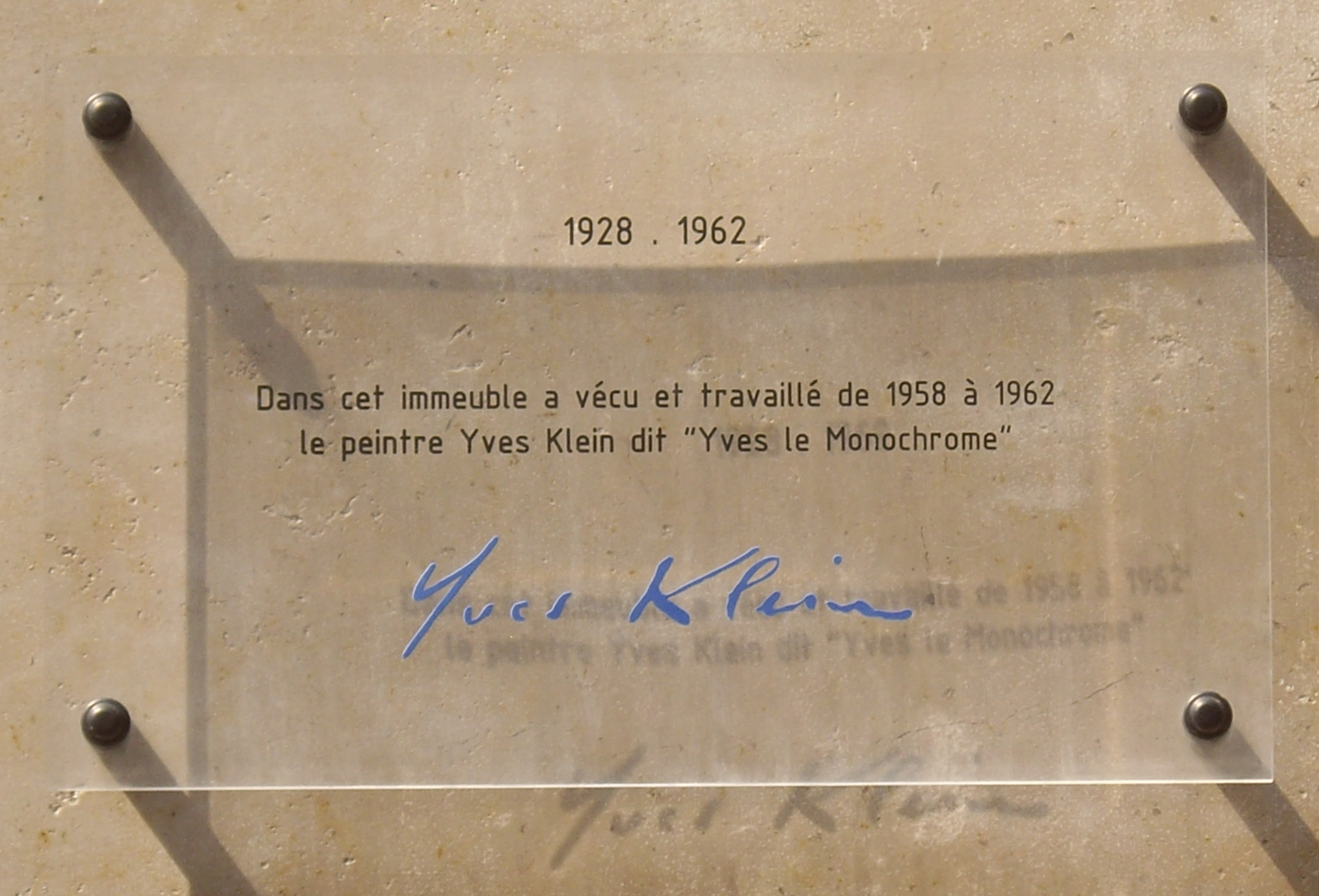
Plakette an seinem Wohnhaus in der 14 rue Campagne-Première in Paris

Im Februar 1956 wurde in der Galerie Colette Allendy die Ausstellung Yves – Propositions monochrome eröffnet, deren Konzept anschließend auch in der Galerie Apollinaire in Mailand, am 31. Mai 1957 bei Alfred Schmela in Düsseldorf und in der Galerie One in London gezeigt wurde. Bei Schmela lernte Klein die deutschen Künstler Heinz Mack und Otto Piene kennen, die 1958 die Düsseldorfer Künstlergruppe ZERO gründeten. Im April 1958 stellte die Galerie Iris Clert die Performance Le Vide („Die Leere“) von Yves Klein vor, die legendär wurde und zu deren Eröffnung alleine 3000 Besucher kamen. Auf der Einladungskarte lud Restany die Kunstfreunde ein, einer „Manifestation einer Wahrnehmungssynthese“ beizuwohnen, die Kleins „[…] malerische Suche nach einer ekstatischen und unmittelbar mitteilbaren Emotion […]“ rechtfertigte. Restany änderte während der Ausstellungen den Titel Die Leere in das für treffender befundene „Die Spezialisierung der Sensibilität im Urzustand als dauerhafte malerische Sensibilität“ um. In der Ausstellung waren keine Kunstwerke zu sehen, die makellos weißen, von Neonröhren beleuchteten Wände der Galerieräume waren völlig leer.

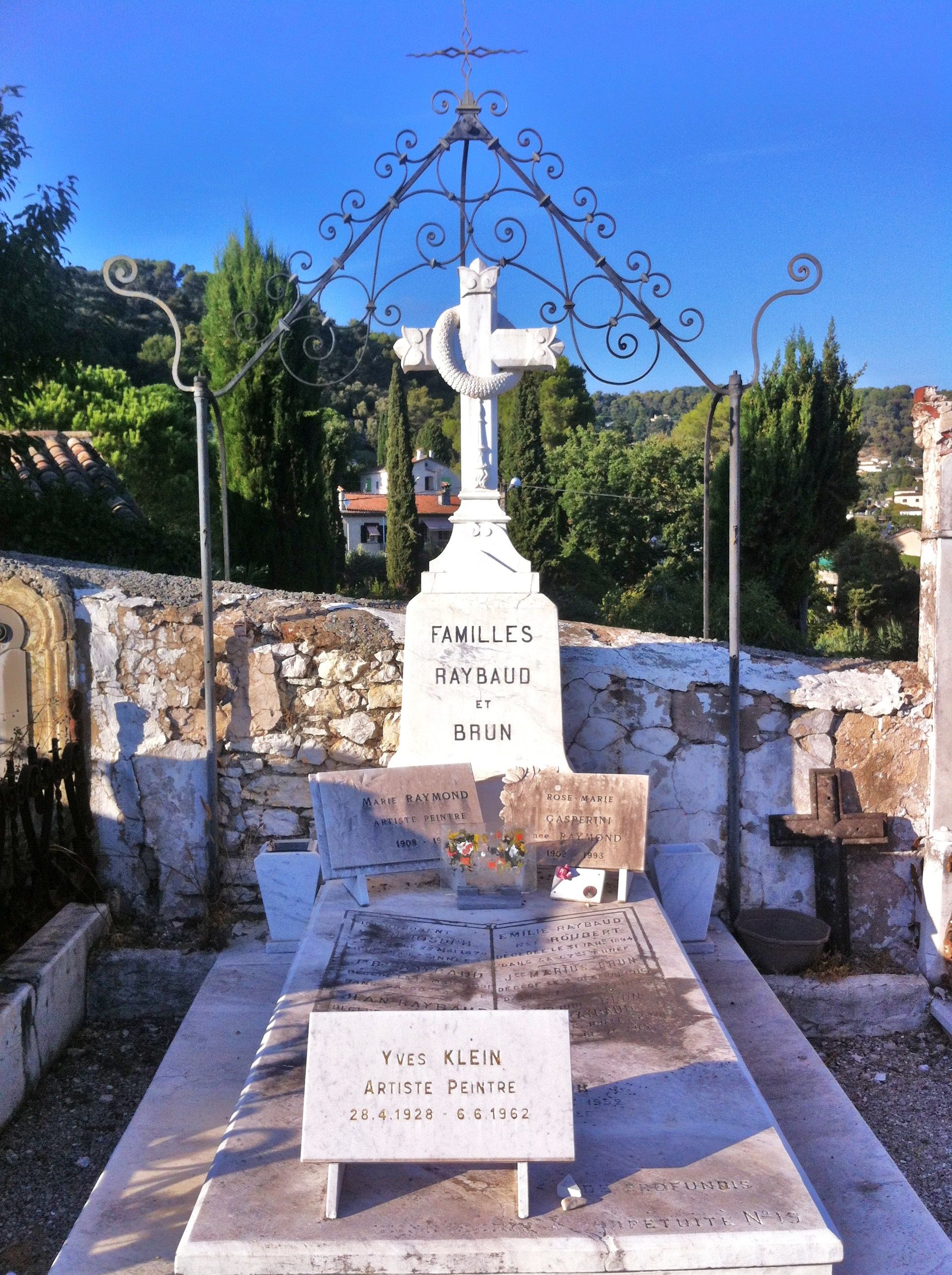
Grabstätte von Yves Klein in La Colle-sur-Loup

Im Jahr 1960 wurde in seinem Atelier das Manifest Nouveau Réalisme unterzeichnet und Klein wurde Mitglied der gleichnamigen Künstlergruppe, die unter Restanys Leitung stand.
Am 27. November 1960 unternahm Klein in der rue Gentil-Bernard in Fontenay-aux-Roses seinen berühmten Sprung in die Leere, eine Performance, die von Harry Shunk und John Kender fotografiert wurde.
Am 21. Januar 1962 heirateten Yves Klein und Rotraut Uecker. Sie ist die Schwester des Künstlers Günther Uecker, der Mitglied der Künstlergruppe ZERO war. Wenige Monate nach der Heirat, am 6. Juni 1962, starb Yves Klein mit 34 Jahren an einem Herzinfarkt. Am 6. August des Jahres brachte Rotraut Klein den gemeinsamen Sohn Yves Armand zur Welt.

## Künstlerisches Werk
Yves Klein gilt als Avantgarde-Künstler und als Vorläufer der Pop Art. Daneben veranstaltete er erste Performances (Aktionskunst). Klein verfasste Essays und drehte mehrere Filme. Bekannt sind vor allem seine monochromen Bildkompositionen, insbesondere diejenigen, die er in einem von ihm entwickelten und unter dem Namen International Klein Blue (IKB, =PB29, =CI 77007) patentierten Ultramarinblau anfertigte, aber auch in Gold und Rosa. Typisch für Klein ist eine stille, meditative Arbeitsweise.

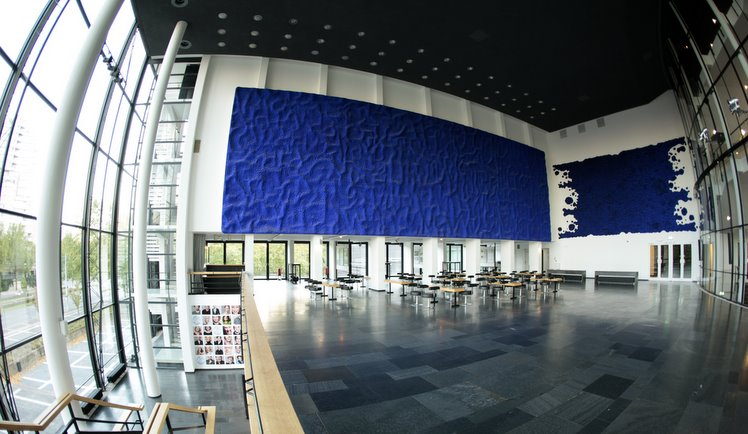
Yves Kleins blaue Schwammreliefs für das Musiktheater im Revier in Gelsenkirchen

Ab 1957 entwickelte Klein die Anthropometrien mit Modellen, die nackt und mit blauer Farbe getränkt die Leinwand mit ihrem Körper bemalten. Hierzu fand als erstes größeres Ereignis 1960 in der Galerie Internationale d’Art Contemporain in Paris die Performance Anthropometrie der Blauen Epoche statt. Dazu spielte ein Orchester ein von Klein komponiertes Stück, die Monotone Symphonie, die nur aus einem einzigen Klang bestand. Seine größten und bedeutendsten Arbeiten schuf Klein zwischen 1957 und 1959 im Neubau des Musiktheaters im Revier in Gelsenkirchen. In Zusammenarbeit mit dem Architekten Werner Ruhnau und anderen Künstlern entwickelte er speziell für dieses Gebäude große wandhohe blaue Reliefs, die teilweise mit Naturschwämmen besetzt wurden. Außerdem fertigte er Entwürfe für einen nicht realisierten Theatervorplatz, den „Feuer-Wasser-Luft-Platz“. Dafür experimentierte er unter anderem mit Luftvorhängen aus starken Luftströmen, die wie eine Glasscheibe beispielsweise Regen abhalten konnten.
Ab 1957 entmaterialisierte er seine Kunst zunehmend, bis er 1958 in der Pariser Galerie Iris Clert den von ihm entleerten, geweißten Galerieraum als immaterielle Ausstellung seiner blauen Monochrome präsentiert. Die Ausstellung trug den Titel Le vide („Die Leere“). Damit wurde er Teil der zeitgenössischen Bewegung der Konzeptkunst.
Später verwendete er in Assemblagen ebenfalls einfarbig blau oder rosa bemalte Schwämme. Ein Beispiel für die mit Goldfarbe bemalten Schwammbilder ist Relief éponge or aus dem Jahre 1961. Er fertigte in Blau getränkte organisch wirkende Skulpturen aus Schwämmen an und setzte einige seiner Bilder den Naturgewalten von Regen, Wind und Sonne aus (Kosmogonien). Weitere Bilder (Feuerbilder) entstanden mit einem Flammenwerfer oder auch durch Körperabdrücke auf Kunstharz-Objekten, zum Beispiel F 88 aus dem Jahre 1961.
1969 gab Paul Wember im DuMont Schauberg Verlag das Werkverzeichnis (Catalogue raisonné) mit dem  Œuvre Yves Kleins heraus, das Werke, Biographie, Bibliographie und Ausstellungen dokumentiert. Die Auflage war auf 1000 Stück begrenzt.

## Ausstellungen
- 1955: Yves Klein: Peintures, Club des Solitaires, Éditions Lacoste, Paris
- 1956: Festival of avant-garde art, Cité Radieuse de Marseille, Marseille
- 1956: Yves Klein: Proposition Monochromes, Galerie Colette Allendy, Paris
- 1957: Yves Klein: Proposte monocrome, epoca blu, Galleria Apollinaire, Mailand
- 1957: Yves Klein: Propositions Monochromes, Galerie Iris Clert, Paris und Galerie Schmela, Düsseldorf
- 1958: Le Vide („Die Leere“), Galerie Iris Clert, Paris (eine Ausstellung mit weißen Wänden und ohne Ausstellungsstücke)
- 1959: Bas Reliefs dans une forêt d'éponges, Galerie Iris Clert, Paris (Schwammbilder)
- 1960: Anthropométries de l'époque bleue, Galerie Internationale d'art contemporain, Paris (Performance mit Körperabdrücken)
- 1960: Antagonismes: L'Objet, Musée d'Arts Decoratifs, Paris
- 1960: Yves Klein, le Monochrome, Galerie Rive Droite, Paris
- 1961: Yves Klein: Monochrome und Feuer, Krefeld, Haus Lange
- 1964: documenta III, Kassel
- 1968: 4. documenta, Kassel
- 1994/1995: Yves Klein, Museum Ludwig, Köln / Yves Klein, Kunstsammlung NRW, Düsseldorf (Retrospektive)
- 1994/1995: Lucio Fontana/Yves Klein: Im Weissen Raum Museen Haus Esters und Haus Lange, Krefeld
- 2000: Yves Klein: La Vie, la vie elle-même qui est l’art absolu, Nizza, Musée d’Art Moderne et d’Art Contemporain
- 2004: Yves Klein – Air Architecture, MAK Center for Art and Architecture, Los Angeles
- 2004/2005: Yves Klein, Schirn Kunsthalle, Frankfurt (Retrospektive)
- 2005: Yves Klein – Air Architecture, Storefront for Art and Architecture, New York
- 2005: Yves Klein, Guggenheim-Museum, Bilbao (Retrospektive)
- 2006: Yves Klein. Der Sprung ins Leere. Pretiosen des Nouveau Réalisme, Museum Moderner Kunst, Passau
- 2006: Yves Klein – Air Architecture, Museum für angewandte Kunst (MAK), Wien
- 2006/2007: Yves Klein: corps, couleur, immatériel, Centre Pompidou, Paris
- 2007: Yves Klein: Die blaue Revolution, MUMOK, Wien (Retrospektive)
- 2013: Klein / Byars / Kapoor[12], ARoS, Aarhus